# 후계자를 찾습니다
《후계자를 찾습니다》는 2022년 7월 14일부터 2022년 8월 18일까지 유튜브 배민아카데미 채널에서 방송된 중식 서바이벌 프로그램이다. 3730명 중 16명이 본선에 진출했다.

## 본선 진출자
- 우승 : 임승환
- 준우승 : 양정민
- Top3 : 이주하
- Top4 : 김민우
- Top6 : 김예지, 이해성
- Top7 : 원주호
- Top8 : 임슬기
- Top16 : 제효, 서우영, 유성진, 김태철, 안효철, 김기현, 우정윤, 안재민